# De l'unité historique des Russes et des Ukrainiens
De l'unité historique des Russes et des Ukrainiens (en russe : Об историческом единстве русских и украинцев, Ob istoritcheskom iedinstve rousskikh i oukraïntsev ; en ukrainien : Про історичну єдність росіян та українців, Pro istorytchnou iednist rosiian ta oukraïntsiv ; en anglais : On the Historical Unity of Russians and Ukrainians) est un essai d'histoire et de géopolitique du président russe Vladimir Poutine, publié le 12 juillet 2021 sur le site du gouvernement russe, peu après la fin d'une phase d'escalade de la crise russo-ukrainienne de 2021. Le texte est mis en ligne en russe, en anglais et en ukrainien. C'est la première fois qu'un document en ukrainien apparaît sur le site du président russe,.
Dans l'essai, Poutine décrit sa vision de l'Ukraine et des Ukrainiens. Il remet en question l'existence de l'Ukraine en tant que nation distincte et soutient que le pays est aujourd'hui contrôlé par les Occidentaux.
L'essai a été largement critiqué en Occident, en Ukraine et en Roumanie et classé comme impérialiste, révisionniste et pseudo-historique,.

## Contenu
Dans l'essai, Poutine défend la thèse selon laquelle les Russes et les Ukrainiens forment un seul peuple avec les Biélorusses et qu'ils font partie de la « nation russe trinitaire » historique. Après avoir étudié l'histoire de la Russie et l'histoire de l'Ukraine, il arrive à la conclusion que les Russes et les Ukrainiens partagent un héritage et un destin communs.
L'essai nie l'existence de l'Ukraine en tant que nation indépendante,. Compte tenu du nombre élevé de Russes ethniques en Ukraine, Poutine a comparé la « formation d'un État ukrainien ethniquement pur et agressif envers la Russie » à l'utilisation d'armes de destruction massive contre les Russes.
Poutine remet en question la légitimité des frontières actuelles de l'Ukraine. Selon Poutine, l'Ukraine d'aujourd'hui se trouve sur un territoire historiquement russe et ses frontières sont le produit de forces extérieures et de décisions administratives et politiques prises à l'époque de l'Union soviétique. L'article mentionne également un passage de la constitution soviétique de 1924 (chap. II, art. 4), qui traitait du libre droit des républiques de se séparer de l'Union soviétique, que Poutine décrit comme une bombe à retardement pour la fondation de l'État de l'Union soviétique,.
Il soulève également la question de la guerre du Donbass, affirmant que Kiev « n'a tout simplement pas besoin du Donbass ».
Poutine met la crise sur le compte d'intrigues étrangères et de conspirations antirusses. Les décisions du gouvernement ukrainien résulteraient de conspirations occidentales et de l'influence des partisans de Stepan Bandera, leader nationaliste-indépendantiste mort en 1959.
À la fin du long essai, Poutine souligne le rôle de la Russie dans les affaires ukrainiennes contemporaines,.

## Textes associés
En octobre 2021, le vice-président du Conseil de sécurité, Dmitri Medvedev, dans un article sur l'Ukraine, était d'accord avec l'essai de Poutine et a déclaré qu'il n'y aurait pas de négociations avec l'Ukraine tant que le gouvernement ukrainien ne serait pas remplacé.
Vladislav Sourkov, qui a été le conseiller personnel de Poutine de 2013 à 2020, a également publié un article sur l'Ukraine et d'autres territoires de l'ex-Union soviétique. Dans l'article, il remet en question la légitimité des frontières occidentales de la Russie (y compris celles avec l'Ukraine et les États baltes), arguant que la Russie devrait mettre fin à la « paix diabolique » qui la lie à ses frontières actuelles.

## Perspective historique
La Russie, l'Ukraine et la Biélorussie ont leurs racines dans la Rus' de Kiev, fédération disparate de villes-états médiévales dont l'actuelle Kiev était la capitale. Au XIIIe siècle, les troupes mongoles ont conquis les terres qui constitueront plus tard l'actuelle Russie, tandis que les portions occidentales (Ukraine et Biélorussie) passent dans le giron du Grand-duché de Lituanie. À partir de là, les territoires et les langues se sont individualisés jusqu'à former les trois États actuels.
Il faut attendre le XVIIe siècle pour que les cosaques ukrainiens, menés par Bohdan Khmelnytsky, se rebellent contre les autorités polono-lituaniennes et demandent le soutien de la Russie. Néanmoins, au XIXe siècle, les tsars se lassèrent de l'esprit national ukrainien, qu'ils voyaient comme une menace pour leur règne, et ont donc décidé de bannir l'usage de la langue ukrainienne dans bien des aspects de la vie courante.
Pendant ce temps, la partie la plus occidentale de l'Ukraine n'a jamais été gouvernée par la Russie impériale, étant sous domination polonaise ou austro-hongroise, sans remise en cause du droit d'utiliser la langue ukrainienne. Ceci explique un sentiment nationaliste plus fort dans les villes occidentales d'Ukraine comme Lviv. C'est cette séparation identitaire entre l'est et l'ouest de l'Ukraine qu'on retrouve dans les tensions du XXIe siècle. Selon la chercheuse en politologie russe Gulnaz Sharafutdinova du King's College London, les populations ont développé des orientations géopolitiques différentes selon leur région d'origine, avec différentes interprétations historiques et différents panthéons de héros.
Lorsque l'Empire russe plongea dans la guerre civile après la Révolution russe de 1917, l'Ukraine revendiqua son indépendance, comme la Finlande, la Pologne et les Pays baltes. Néanmoins, lorsque les bolchéviques ont émergé victorieux de cette guerre, ils ont créé un nouvel État ukrainien parmi les quinze républiques soviétiques qui ont constitué l'URSS. Mais cette unification politique n'a pas pu effacer l'identité bien distincte que l'Ukraine possédait déjà. La partie orientale de l'Ukraine a accepté l'unification, tandis que la partie occidentale a continué d'être hostile à l'URSS et à souhaiter son indépendance jusqu'en 1945.

## Réactions
Le président ukrainien Volodymyr Zelensky critique l'essai et compare les idées de Poutine sur la fraternité des deux peuples avec l'histoire de Caïn et Abel. L'ancien président Petro Porochenko a également été sévèrement critique, décrivant l'essai comme une contrepartie du discours d'Adolf Hitler sur les Sudètes. L'ambassadeur d'Ukraine à l'ONU a déclaré : « Des fables sur “un seul peuple” [...] ont été démystifiées sur les champs de bataille du Donbass ».
Selon l'Institut d'histoire de l'Ukraine de l'Académie nationale des sciences d'Ukraine, l'essai présente les vues historiques de l'Empire russe. Le Congrès mondial ukrainien compare l'opinion de Poutine selon laquelle l'Ukraine était « une non-nation » à celle de Joseph Staline, sous le règne duquel au moins cinq millions d'Ukrainiens sont morts pendant le Holodomor. La plateforme Vox Ukraine a décrit l'essai comme un « mélange de mythes historiques, de mensonges sur la Crimée, le Donbass et de manipulation des données économiques ukrainiennes ».
Le Carnegie Endowment for International Peace a qualifié l'essai de « prédicat historique, politique et sécuritaire pour une invasion de l'Ukraine ». Anders Åslund du Stockholm Free World Forum a dit de l'essai qu'il était « à un pas d'une déclaration de guerre ».
Selon le journaliste letton Kristaps Andrejsons (Foreign Policy), l'essai est un « guide des récits historiques qui façonnent l'attitude de Poutine et de nombreux Russes ». 
L'historien Timothy Snyder a qualifié les idées de Poutine d'impérialistes. Le journaliste britannique Edward Lucas les a qualifiées de révisionnistes. Andrew Wilson et Peter Dickinson (Atlantic Council) ont déclaré que les dirigeants russes avaient une vision déformée de l'Ukraine et de son histoire.
L'historienne spécialiste de la Russie, Francoise Thom, souligne de plus, dans un article sur le site Desk Russie, que la thèse soutenue par Timofeï Sergueïtsev selon laquelle le '"peuple fraternel" de l'Ukraine serait victime d'une oppression de la part d'un pouvoir nazi installé à Kiev et soutenu par l'Occident n'attendant que de se soulever dès que la Russie lui tendrait une main secourable est en vérité démentie par les faits et démontrée par la réalité de l'intense résistance ukrainienne.
Mark Galeotti a narquoisement suggéré que cet article était le produit d'une « crise de milieu de vie » et un exemple des embûches qui guettent les autocrates, car il n'y a alors réellement personne pour dire « Patron, ça n'est probablement pas une bonne idée ». Sergueï Radtchenko de l'Université Johns-Hopkins qualifie l'essai de « complètement fou ». Leonid Berchidsky a écrit : « L'histoire est un champ de mines et Poutine, un amateur, marche sur toutes les mines tout en essayant de dire aux Ukrainiens que leur statut d'État est un accident, leur résistance à l'agression russe futile et leur destin en tant que peuple inséparable et lié à celui de la Russie ».
Ulrich Schmid a qualifié Poutine d'« historien en chef autoproclamé » et a souligné l'utilisation délibérée de l'imagerie religieuse. La Russie a été « spoliée » lors de la création de la république soviétique, ce que Poutine a qualifié de crime. Selon une évaluation de la Neue Zürcher Zeitung, « le grand nationaliste russe offensé qui pleure moins l'Union soviétique que l'Empire russe » apparaît derrière de telles déclarations. Les commentateurs russes de l'opposition y voient un « travail mental préparatoire à une nouvelle intervention militaire en Ukraine », qui à son tour a suscité la jubilation des commentateurs et des politiciens fidèles au régime et national-patriotes : Poutine allait enfin récupérer les territoires perdus. Klaus Gestwa a accusé Poutine de falsifier l'histoire et de représenter des théories du complot. Le président ukrainien Zelensky avait tenté de rencontrer Poutine dans la période précédant la publication et a noté qu'il savait maintenant ce que Poutine faisait quand il n'avait pas le temps de se rencontrer.
En Roumanie, une partie de l'essai selon laquelle le royaume de Roumanie en 1918 « occupait » - sans toutefois l'incorporer - la Bessarabie, aujourd'hui partiellement située en Ukraine, a provoqué l'indignation[style à revoir]. Les médias roumains tels qu'Adevărul et Digi24 ont commenté et critiqué les déclarations de Poutine. Des remarques ont également été faites concernant le nord de la Bucovine, un autre ancien territoire roumain faisant maintenant partie de l'Ukraine. Le député roumain Alexandru Muraru a répondu à l'essai de Poutine en disant que la Bessarabie n'avait pas été occupée mais « réintégrée » et « réincorporée » suivant « des processus démocratiques et des réalités historiques ». Muraru a également commenté la Bucovine du Nord.
Selon RBK Daily, l'essai est inclus dans la liste des travaux qui doivent être étudiés par les membres de l'armée russe.
Pour Emily Channell-Justice, anthropologue à l'université Harvard, « il n'y a aucun fondement historique pour ce propos » d'une unité historique entre la Russie et l'Ukraine, car l'Ukraine est un peuple historiquement divisé avec deux identités distinctes mais propres. La politologue russe Goulnaz Charafoutdinova abonde dans ce sens, car « le combat perpétuel de la part des Ukrainiens nationalistes, même durant la période soviétique [démontre que] la prétention que les peuples de Russie et d'Ukraine soient le même n'est pas fondée ».